# 劉雲漢
劉雲漢，字卓之，廣東杏坛镇逢简人，清朝文學家。同進士出身。
劉振國之子。康熙三十六年，登進士，能诗善书，著有《北游草》。父子同辑《清白堂集》。